# Svärdsjöfår

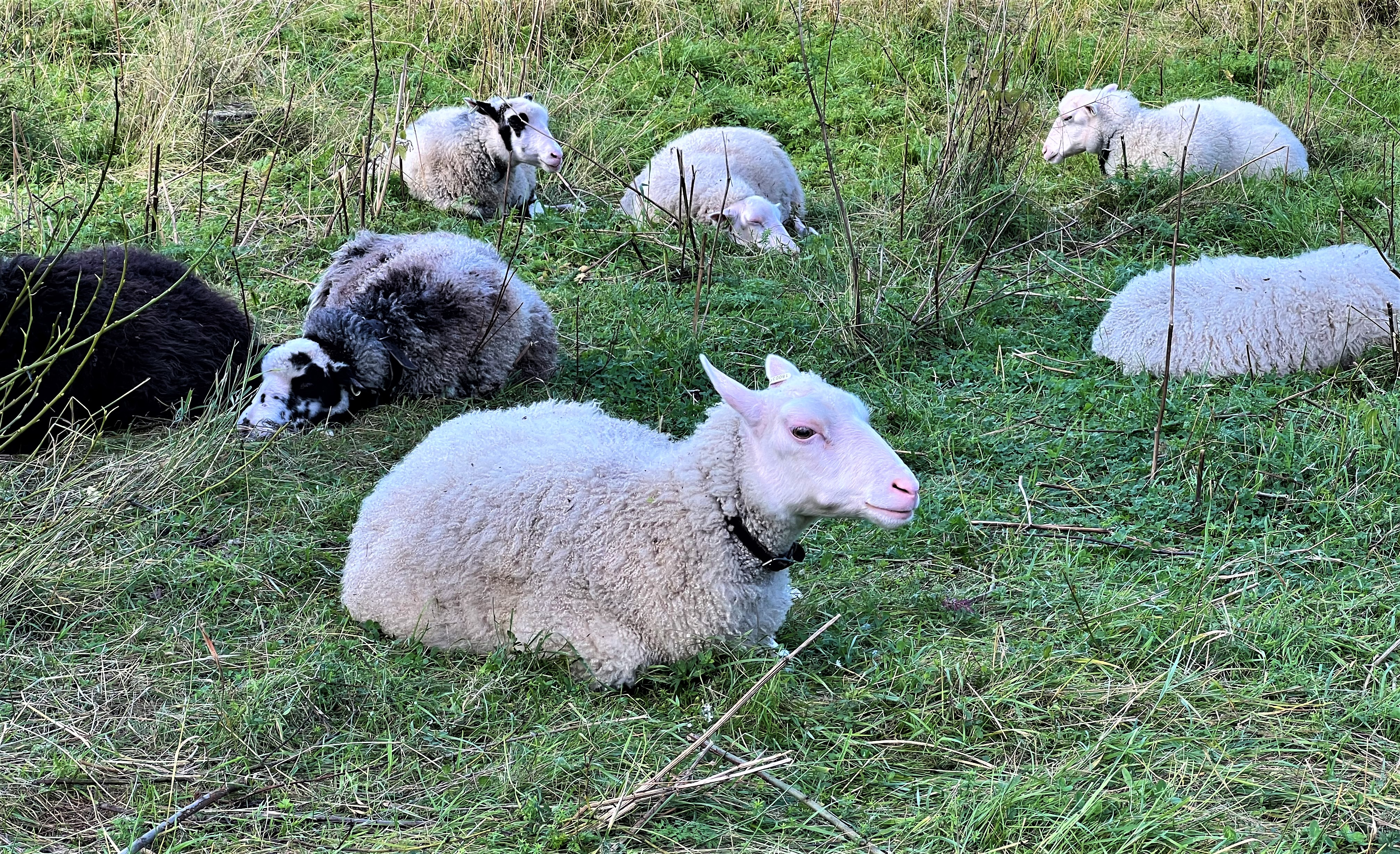
Svärdsjöfår i kulturreservatet Dikarbacken i Falun.

Svärdsjöfår är en svensk fårras som tillhör gruppen allmogefår i nordiska kortsvansfår. De härstammar från Svärdsjö socken i Dalarna och har småkrusig, finfibrig ull och är oftast vita, men ibland svarta med vita tecken. Tackorna är kulliga och baggarna är oftast kulliga men har ibland små horn.
Svärdsjöfår har sitt ursprung hos Anna Britta och Erland Johansson i Hillersboda i Svärdsjö i Dalarna och "återupptäcktes" 1992 av Nils Dahlbeck.
Svärdsjöfåret är en hotad svensk husdjursras enligt statistik från 2015.
Föreningen Svenska Allmogefår bevarar rasen i genbank sedan 1997.

## Bildgalleri

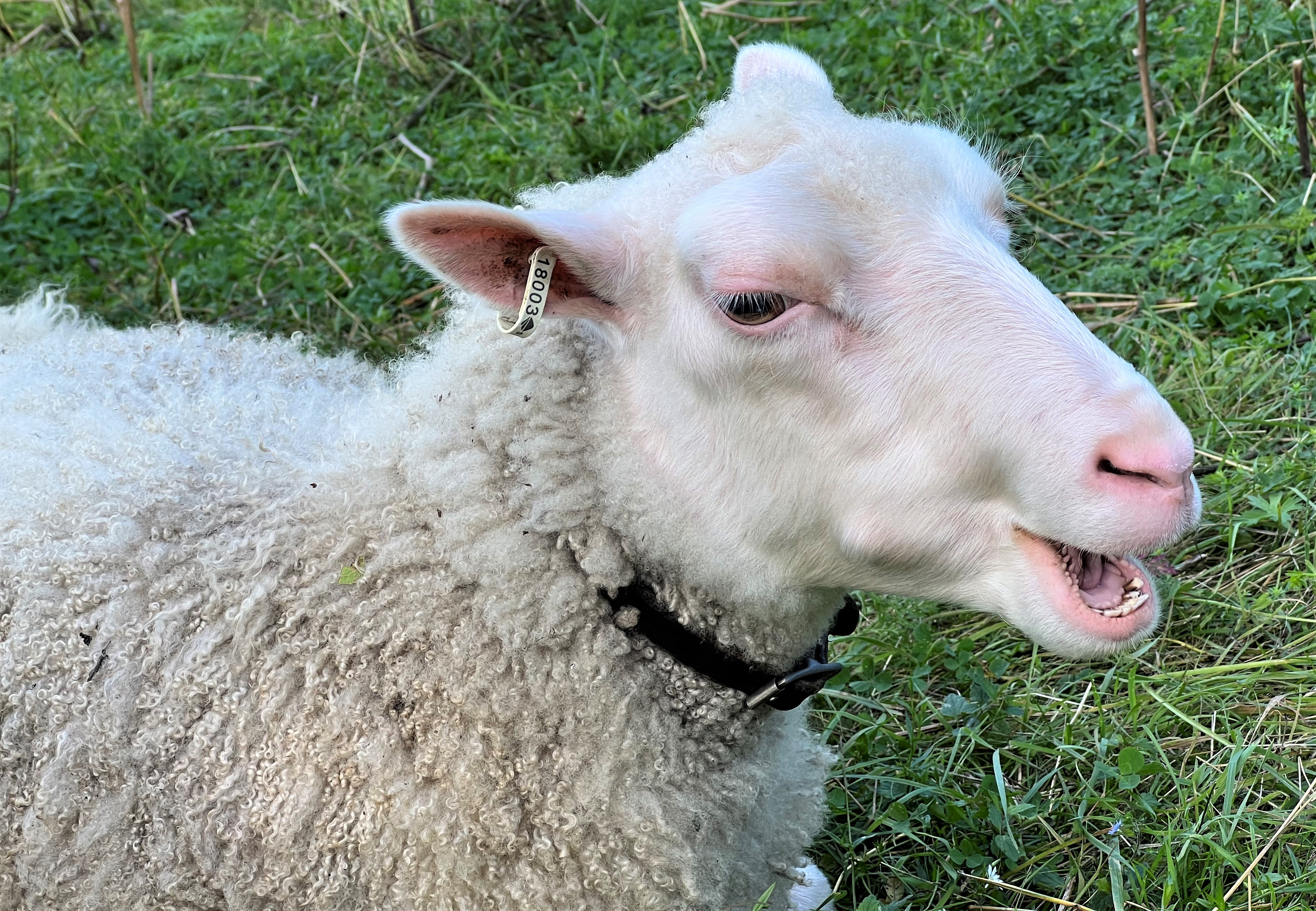
Svärdsjöfårtacka
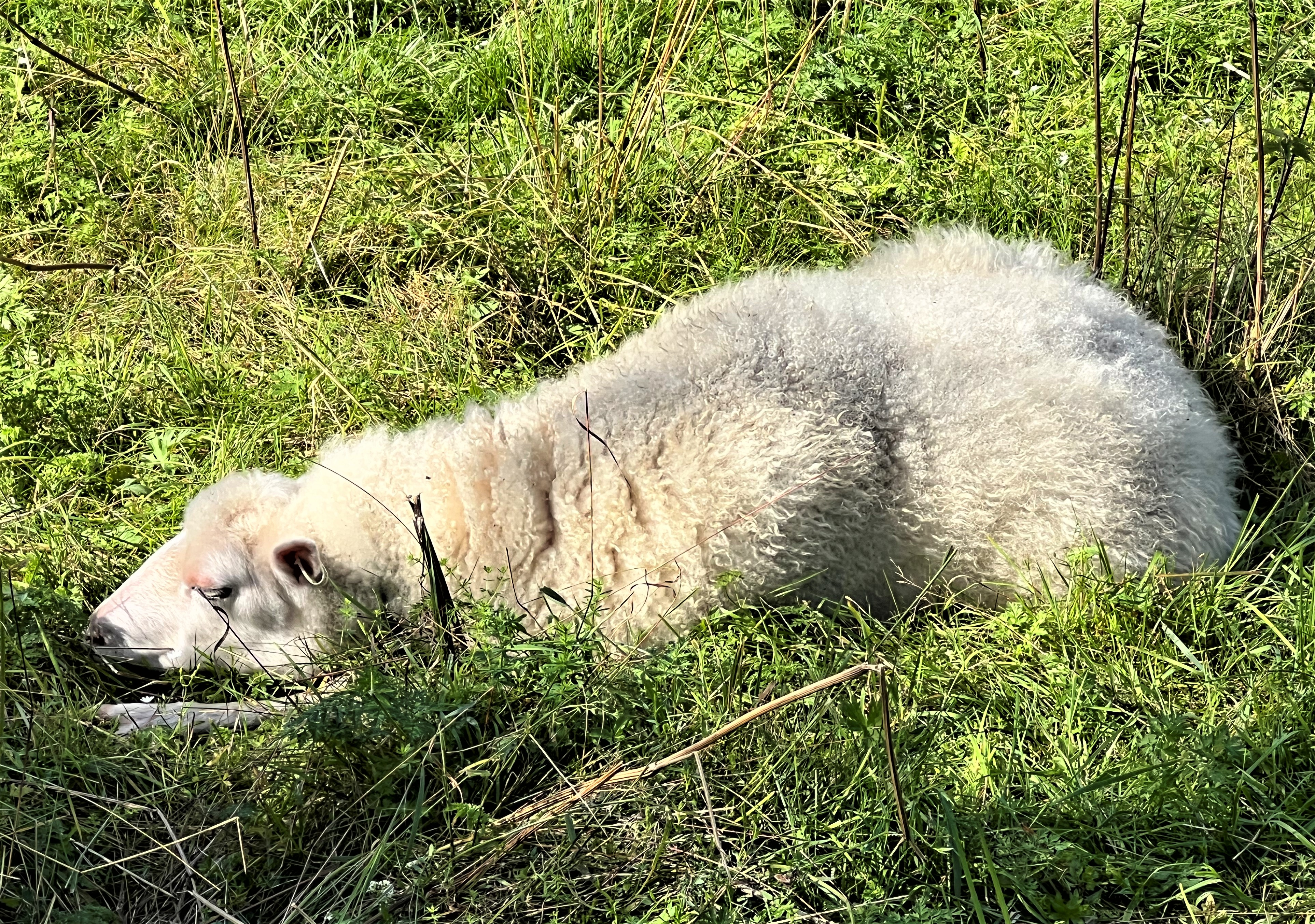
Krullig, krusig, finfibrig päls
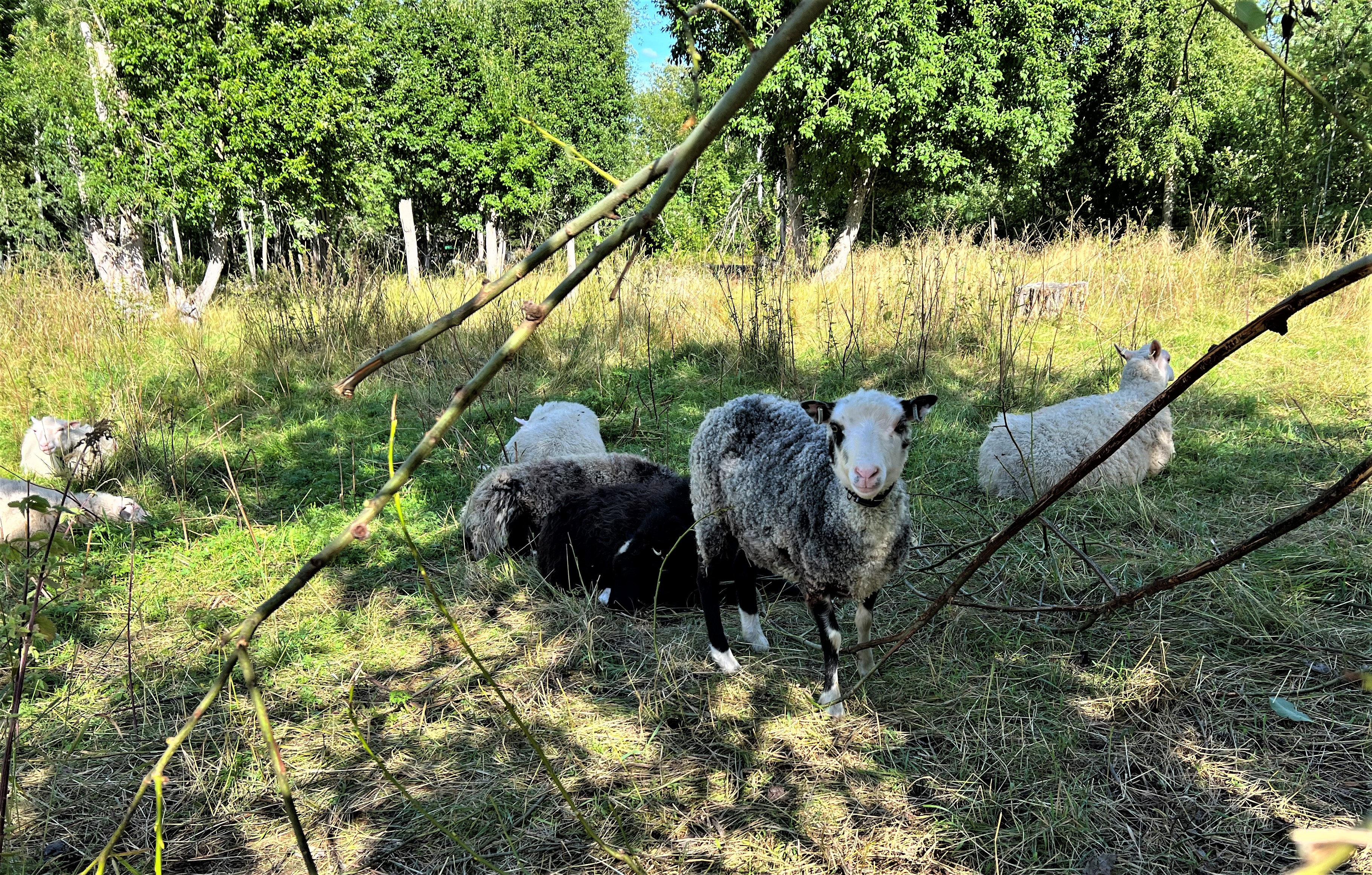
Svärdsjöfår i Dikarbackens odlingslandskap
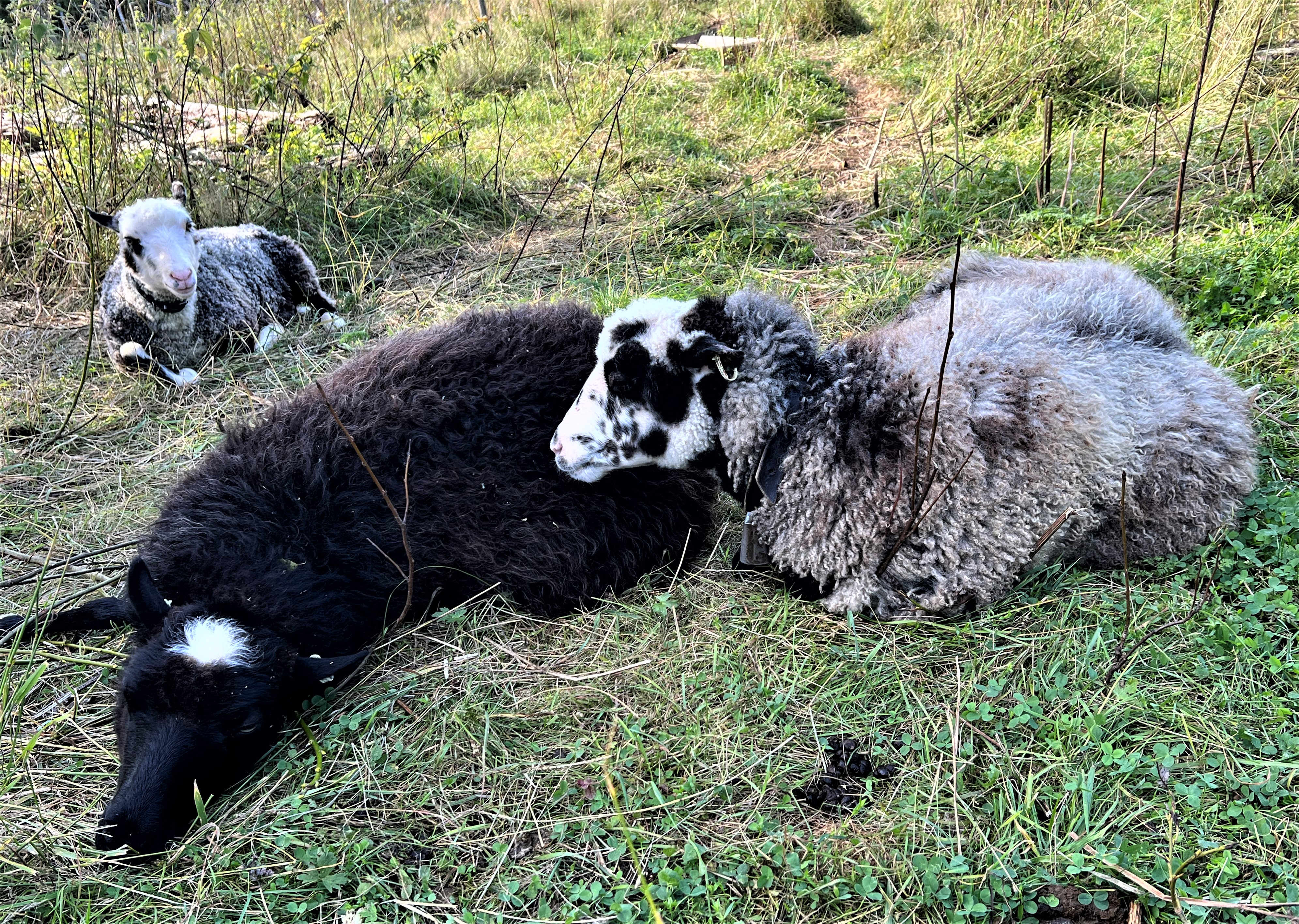
Pälsens färg varierar